# Unionida
Unionida is een orde van de tweekleppigen.

## Taxonomie
De volgende taxa zijn bij de orde ignedeeld:
- Superfamilie Etherioidea Deshayes, 1832
  - Familie Etheriidae Deshayes, 1832
  - Familie Iridinidae Swainson, 1840
  - Familie Mycetopodidae Gray, 1840
- Superfamilie Hyrioidea Swainson, 1840
  - Familie Hyriidae Swainson, 1840
- † Superfamilie Silesunionoidea Skawina & Dzik, 2011
  -  † Familie Silesunionidae Skawina & Dzik, 2011
  -  † Familie Unionellidae Skawina & Dzik, 2011
- Superfamilie Unionoidea Rafinesque, 1820
  -  † Familie Liaoningiidae Yu & Dong, 1993
  - Familie Margaritiferidae Haas, 1940
  -  † Familie Sancticarolitidae Simone & Mezzalira, 1997
  - Familie Unionidae Rafinesque, 1820

Unionidae · 
Anodonta:
anatina · 
cygnea · 
woodiana · 
Hyriopsis: 
†altenai · 
†subschlegeli · 
Margaritifera:
margaritifera · 
Microcondylaea:
compressa · 
Potomida:
littoralis · 
Pseudanodonta:
complanata · 
Pseudunio:
auricularia · 
Unio:
crassus nanus · 
elongatulus · 
pictorum · 
tumidus